# Schwannova buňka
Schwannovy buňky jsou buňky patřící do skupiny neuroglií. Byly pojmenované podle německého fyziologa Theodora Schwanna.
Jejich funkce v periferní nervové soustavě (PNS) je podobná funkci oligodendroglií v centrální nervové soustavě (CNS) – tvoří formu izolantu, který zrychluje přenos nervového signálu. Rotací Schwannovy buňky okolo axonu vzniká myelinová pochva. Na rozdíl od CNS, kde rotuje pouze výběžek oligodendroglie, Schwannova buňka rotuje celá, a proto může tvořit myelin pouze pro jeden axon. Pokud se při přerušení periferního axonu zachová jeho pochva, sehrává při následné regeneraci nervového vlákna roli vodicí struktury.
Kromě mechanického významu mají Schwannovy buňky význam i při metabolismu neuronů. Navíc se podle nejnovějších výzkumů ukazuje, že kromě izolace a ochrany nervového vlákna může Schwannova buňka při poškození neuronu fagocytovat axony, a tím pomáhá k regeneraci nervů.
Dosud se mělo za to, že Schwannovy buňky sice neurony obklopují a vyživují je, ale k přímému kontaktu mezi nimi nedochází. Podle zjištění, které švédští vědci zveřejnili v časopise Science, však spolu tyto buňky tvoří „orgán bolesti“.